# Ci'an
Ci'an (of Tzu An in Wade Giles) (Chinees: 慈安太后) (Peking, 12 juni 1837 – Verboden Stad, 8 april 1881) van de Mantsjoese Niuhuru-stam (鈕祜祿氏) was keizerin van Qing-China van 1852 tot 1861 en tweemaal keizerin-regentes na de dood van haar man. Van 1861 tot haar dood in 1881 was zij samen met de befaamde keizerin-weduwe Cixi co-regentes.
Dame Niuhuru werd geboren in het zeventiende regeringsjaar van de keizer Daoguang. Zij kwam aan het einde van de jaren 40 van de negentiende eeuw de Verboden Stad in. Ze werd een bijvrouw of dienstmeid van de toenmalige kroonprins, prins Yizhu. Toen de officiële vrouw van de kroonprins stierf en vlak daarna zijn vader, de Daoguang keizer, moest er zo snel mogelijk een andere vrouw worden aangewezen. Dit omdat Yizhu inmiddels keizer was geworden en hij nog geen keizerin had. Twee jaar na de dood van Keizer Daoguang begonnen de electies voor de vrouwen voor de nieuwe keizer. Dame Niuhuru werd benoemd tot Keizerlijke Concubine met de titel Zhen (貞嬪) en werd op 24 juli 1852 officieel keizerin. 
Bepaalde bronnen beweren dat Ci'an de jongere zuster van Xianfengs eerste vrouw was. Xianfengs eerste vrouw kwam van de Mantsjoe Sakota stam en was dus niet de zus van Ci'an die van de Mantsjoe Niuhuru stam kwam.

## Familiestamboom
Dame Niuhuru was de dochter van Muyanga (穆楊阿) die een derderangs baron was en kwam van de machtige Niuhuru-stam. Mannen in China hadden destijds meerdere vrouwen. Alleen één vrouw was de officiële en zij werd ook gezien was de moeder van alle kinderen van haar man. Muyanga's officiële vrouw behoorde tot de familie van de keizerlijke Aisin Gioro's. Maar dame Niuhurus biologische moeder was een bijvrouw van de Mantsjoe Giyang-stam (姜氏). 
Dame Niuhuru was een directe afstammeling van Zhergei, derde zoon van Eidu. Eidu had in het begin van de zeventiende eeuw Nurhaci geholpen met het oprichten van de Latere Jin dynasty. Veel van haar familie leden waren ambtenaren.
- Broer: Guanghe (廣科) (? - 1880) was generaal in Hangzhou.
- Opa: Fukejing'a (福克精阿), baron Duan Min, was een minister in Xining.
- Grootvader: Chiputan (策布坦) (? - 1794), baron Duan Qin, was een ambtenaar in de province Shanxi.
- Een tante trouwde met prins Zheng, Aisin Gioro Duan Hua (? - 1861).

## Hoofd van het keizerlijke huishouding
Na de dood van keizer Xianfengs stiefmoeder, keizerin Xiao Jing Cheng, in 1855 werd dame Niuhuru hoofd van de keizerlijke huishouding. Zij woonde in het paleis van het Verzamelen van Essentie (鍾粹宮; Chongcui Gong) en als officiële vrouw van de keizer was zij de legale moeder van de kinderen van de keizer. In dit geval was zij dat van prins Zaichun en Prinses Rongan (1855 - 1874). Zij werden geleerd haar te gehoorzamen, respecteren en als zij iets fouts deden werden zij door haar gestraft. Zaichuns biologische moeder had maar weinig te zeggen over zijn opvoeding. Zij zei een keer tegen Prinses Derling: 
- "Ik had vaak problemen met de keizerin en vond het moeilijk om het enigszins met haar eens te zijn".

## Problemen na de dood van Keizer Xianfeng
In 1860 vluchtte de keizerin samen met haar man en de keizerlijke hofhouding vanwege de tweede opiumoorlog naar Jehol. De keizer stierf in 1861 in ballingschap en aangezien de keizerin geen kinderen had gebaard werd zijn enige zoon Zaichun de nieuwe keizer "de keizer Tongzhi". Zaichuns moeder Concubine Yi kreeg de titel keizerin weduwe Cixi (慈禧太后). Omdat de nieuwe keizer minderjarig was werden de keizerin en concubine Yi aangesteld tot co-regentes. Dame Niuhuru kreeg toen de titel keizerin-weduwe Ci'an. 
Problemen ontstonden doordat Xianfeng na zijn dood enige ministers had aangesteld om zijn minderjarige zoon te helpen bij het regeren. Zij probeerden de macht over te nemen en de jonge keizer van zijn troon te stoten. Sushun was een van deze ministers en probeerde door middel van de naïeve Ci'an "zo wordt gezegd" de macht in zijn handen te krijgen. Hij slaagde er niet in, doordat zij op het einde toch met Cixi ging samenwerken. Uiteindelijk werd met hulp van Prins Gong de oppositie verslagen en werd Sushun onthoofd. De periode na de dood van Xianfeng werd de Tongzhi-restauratie genoemd en de schatkist groeide weer beetje bij beetje.

## De zaak van An Dehai
Ci'an wordt meestal gezien als een zachtaardige dame die werd overheerst door de bazige Cixi. De twee weduwen regeerden zogezegd achter een gordijn omdat zij niet gezien mochten worden tijdens een audiëntie. Omdat Ci'an nauwelijks kon lezen en geen Chinees kon spreken hoefde zij niet veel te zeggen. Dit werd meestal door Cixi gedaan die in tegenstelling wel Chinees kon spreken. Daarom wordt vaak gezegd dat hier door Cixi de eigenlijke macht in haar handen had. Maar of dit waar is is nog steeds een vraag. Want in 1869 zorgde Ci’an ervoor dat de eunuch An Dehai direct werd geëxecuteerd. Dit nadat hij mensen heeft afgeperst in Shandong en het feit dat een eunuch nooit de Verboden Stad mocht verlaten. An Dehai was de lievelingseunuch van Cixi en omdat Ci'an hem heeft laten executeren heeft dat haar waarschijnlijk erg ongelukkig gemaakt. Daarom wordt er vaak gezegd dat om deze reden Cixi Ci'an heeft vermoord.
In 1872 was het tijd voor Tongzhi om te trouwen. Het wordt gezegd dat Ci'an een meisje van de Alute stam koos als zijn keizerin. Cixi koos een meisje van de Fucha stam. Tongzhi die uiteindelijk voor Ci'ans keuze koos had zijn moeder erg beledigd. 

## De onverwachte dood van Keizerin Weduwe Ci’an

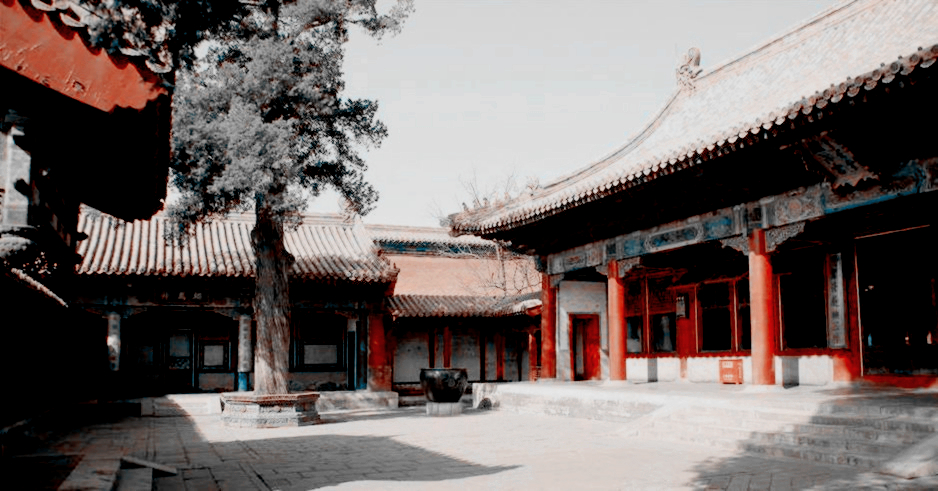
Dit was het paleis waarin Ci'an woonde

Na de dood van Tongzhi was zij vanaf 1875 voor de tweede maal co-regentes. Ditmaal voor keizer Guangxu die door Cixi op de troon werd gezet. Eind jaren zeventig werd Cixi ziek en moest Ci'an op haar zelf regeren. De belangrijkste gebeurtenis van die periode was een conflict met Rusland om Ili. Het conflict eindigde met het succesvolle verdrag van Sint-Petersburg. Rusland zou van China een enorm geld bedrag ontvangen en China zou Ili behouden. 
In 1881 overleed Ci’an onverwacht, vermoedelijk als gevolg van de griep. Het onverwachte was een grote schok voor ministers die haar kort daar voor nog gezond gezien hadden. Toen zij hoorde dat de keizerin weduwe was overleden dachten zij in eerste instantie dat het om Cixi ging die al geruime tijd ziek was. In een vervalste biografie wordt gesuggereerd dat zij door Cixi zou zijn vergiftigd, maar hier is geen enkel bewijs voor. Na haar dood kreeg zij de geëerde titel keizerin Xiao Zhen Xian en werd zij begraven in de Dingdongling Putuoyu, Zunhua Mausoleum. 
Een van de bekendste verhalen over de dood van Ci’an gaat als volgt:
- Lang na de dood van hun man zaten de twee vrouwen met elkaar te praten. De naïeve Ci'an vertelde Cixi over een document dat Xianfeng aan haar had gegeven vlak voor zijn dood. In dit document stond dat als Cixi voor problemen zou zorgen zij meteen geëxecuteerd moest worden. Ci'an zei tegen Cixi dat zij als zusjes 20 jaar samen hadden geregeerd en dat zij haar erg vertrouwde. Tijdens dezelfde conversatie verbrandde Ci’an het document. Later die avond zou Cixi haar hebben laten vergiftigen.

Als keizerin en later als keizerin-weduwe werden er vaak titels aan haar verleend. De titels gingen gepaard met een geldbedrag dat zij ontving. Na haar dood was haar volledige titel als volgt:
- (孝贞慈安裕庆和敬诚靖仪天祚圣显皇后 zh: keizerin Xiao zhen Ci'an Yuqing Hejing Chengjing Yitian Zuosheng Xian).

## Ci'an als persoon
De persoonlijkheid van Ci'an wordt door historici meestal op twee manieren bekeken. Ci'an zou volgens historici goedaardig, kalm en naïef zijn geweest. Maar andere historici beweren dat zij alleen genoot van het luxe leven en Cixi al het werk liet doen. Omdat persoonlijkheden niet werden opgenomen in boeken is het moeilijk te vertellen hoe zij in het echt geweest was. Ook zijn er geen geschriften waarin staat dat een westerling ooit Ci'an heeft ontmoet. 

## literatuur
- Sterling Seagraves "Dragon Lady" ISBN 0679733698
- Maria Warners "The Dragon Empress: Life and Times of Tz'u-Hsi, 1835 - 1908, Empress of China". ISBN 0689707142
- Anchee Min "Empress Orchid" ISBN 978-0618068876
- Een Vrouw op de Drakentroon, Mayli Wen (voorwoord Lulu Wang), ISBN 9054292229
- Daily Life in the Forbidden City, Wan Yi, Wang Shuqing, Lu Yanzhen ISBN 0-670-81164-5
- Barbara Bennet Peterson, Notable Women of China: Shang Dynasty to the Early Twentieth Century - Pagina 352, M.E. Sharpe, ISBN 076560504X.
- Bland and Backhouse, under the empress dowager, 47.
- Two years in the Forbidden City “Derling Yukeng”.
- Isaac Taylor Headland; “Court life in China” (1909).
- With the Empress Dowager “Katharine A Carl (1907)”, ISBN 1417917016.
- The last Empress, the she dragon of China “Keith Laidler” ISBN 0-470-84881-2.
- The Chinese crisis from within “Boon Keng Lim”, ISBN 9789814022347.
- webpagina: http://www.royalark.net/China/manchu14.htm, gaat over de stamboom van de Aisin Gioro stam.
- webpagina: http://www.guoxue.com/shibu/24shi/qingshigao/qsg_214.htm, een Chinese site met alleen feiten over de bijvrouwen van de keizers van de Qing-dynastie.

Deze boeken gaan grotendeels over Cixi. Ci'an heeft echter een belangrijke rol gespeeld in Cixi's leven. Zij kenden elkaar al sinds jonge leeftijd en hebben na de dood van hun man het keizerrijk zo'n 20 jaar samen geregeerd. Daarom wordt er in deze boeken ook duidelijk gemaakt wie Ci'an was en de relatie tussen de twee vrouwen. Vaak wordt er ook verteld over de onverwachte dood van Ci'an.

## bronvermelding
- Qing dynasty’s Mantsjoe nationaliteits geschiedenis, materiaal en waarde (清代<玉牒>中的满族史资料及其价值).
- Qing Wenzongs Ware optekeningen (清文宗实录) deel 78.